# Luteïniserend hormoon
Het luteïniserend hormoon (LH) is een hormoon dat wordt geproduceerd door gonadotrope cellen in de hypofysevoorkwab. In vrouwen zorgt een stijging van LH (LH-piek) voor stimulatie van de eisprong (ovulatie). Na de eisprong stimuleert het de verdere ontwikkeling van de graafse follikel tot het geel lichaam (corpus luteum). Het geel lichaam ontwikkelt zich tot een hormoonklier, dat hormonen gaat produceren. Deze hormonen zijn progesteron en de oestrogenen (oestradiol en oestron).
Ook bij mannen wordt LH door de hypofyse geproduceerd. Het heeft invloed op de leydigcellen in de teelballen. Deze cellen worden gestimuleerd tot de vorming van het hormoon testosteron.

## Bouw
Het LH is ook een glycoproteïne en de structuur is vergelijkbaar met die van FSH, TSH en hCG. Het α- en het β-deel zijn met elkaar verbonden door middel van zwavelbruggen, die zorgen voor de juiste pre-oriëntatie van de twee delen. Hieropvolgend kan er een juiste vouwing van het molecuul plaatsvinden door supramoleculaire interacties en kan het zijn functie vervullen. Het α-deel is identiek aan dat van FSH, TSH en hCG. Het β-deel bestaat uit 121 aminozuren en dit bindt met de LH-receptor.
De halfwaardetijd van LH is twintig minuten.

## Regulatie
De afgifte van LH door de hypofyse wordt beïnvloed door het hormoon gonadotropin-releasing hormone (GnRH) uit de hypothalamus. GnRH wordt pulsatiel afgegeven door de hypothalamus. Deze afgifte kan worden gereguleerd door hormonale feedback uit de geslachtsorganen (oestrogeen, progesteron).

## Activiteit
Zowel bij mannen als vrouwen is LH een essentieel hormoon voor voortplanting.
Bij vrouwen zorgt LH primair voor de ovulatie en de instandhouding van de functie van het gele lichaam (gedurende twee weken). Bij zwangerschap zullen de LH-waarden dalen en dan wordt de functie van het gele lichaam in stand gehouden door hCG.
Bij mannen zorgt LH voor de productie van testosteron in de leydigcellen van de testis.

## Bepaling
LH in bloed wordt over het algemeen bepaald met behulp van sandwich-immunoassays. Er zijn verschillende methoden in omloop voor het bepalen van LH, waardoor de referentiewaarden per laboratorium kunnen verschillen. Ook kan er kruisreactiviteit voorkomen, vanwege de grote overeenkomst met FSH, hCG en TSH. 

## Referentiewaarden
De volgende referentiewaarden zijn een indicatie voor LH-waarden in bloed, vanwege de verschillende methoden voor het bepalen van LH.
- Mannen (volwassen): 1,5-12 U/L
- Vrouwen (volwassen) voor en na ovulatie: 1-8 U/L, rondom ovulatie 10-55 U/L en postmenopausaal 15-90 U/L.